# زابلاتی (ناحیه پراخاتیتسه)
زابلاتی (به چکی: Záblatí) یک منطقهٔ مسکونی در جمهوری چک است که در ناحیه پراخاتیتسه واقع شده‌است. زابلاتی ۲۴٫۴۸ کیلومتر مربع مساحت و ۳۷۵ نفر جمعیت دارد و ۵۹۳ متر بالاتر از سطح دریا واقع شده‌است.